# Nils Isaksson (konstnär)
Nils Harry Vilhelm Isaksson, född 16 april 1909 i Norra Solberga församling i Jönköpings län, död 25 juli 1978 i Nässjö församling i Jönköpings län, var en svensk målare.

## Biografi
Nils Isaksson var son till Gustav Lennart Isaksson och Axelina Wilhelmina Andersson och från 1940 gift med Hanna Gustavsson. Isaksson studerade konst för Isaac Grünewald i Stockholm. Han medverkade i samlingsutställningen Smålandskonstnärer i Tranås 1951 och han ställde ut tillsammans med Pär Sandberg och Bengt Lindqvist i Linköping och Nässjö 1954. Han medverkade i grupp- och samlingsutställningar med olika Smålandskonstnärer. Hans konst består av återgivning av den småländska kargheten, västkustmotiv, norrländska landskap och stilleben i olja och gouache.